# Salmonberry River
Der Salmonberry River ist ein Nebenfluss des Nehalem River mit einer Länge von 32 Kilometern im Nordwesten Oregons. Er entspringt im Tillamook County und fließt in nordwestlicher Richtung, bis er in der Nähe von Nehalem in den Nehalem River mündet. Sein Name bezieht sich auf die Prachthimbeere (engl. Salmonberry).